# 兴海路街道
兴海路街道，是中华人民共和国青海省西宁市城西区下辖的一个乡镇级行政单位。

## 行政区划
兴海路街道下辖以下地区：
兴胜巷社区、中华巷社区和尕寺巷社区。